# Mille Dinesen
Mille Dinesen (17 marzo 1974) è un'attrice danese.

## Biografia
È famosa per la serie Rita, nella quale interpreta un'insegnante anticonformista

## Filmografia

### Cinema
- Nynne (2005)
- Sprængfarlig bombe (2006)
- Cecilie (2007)
- Storm - Una tempesta a 4 zampe, regia di Giacomo Campeotto (2009)
- Simon & Malou (2009)
- Min søsters børn vælter Nordjylland (2010)
- Bølle Bob - Alle tiders helt (2010)
- Alle for én (2011)
- Min Søsters børn - Alene hjemme (2012)
- Min søsters børn i Afrika (2013)
- Copenhagen (2014)
- Sorgenfri (2015)
- Swinger (2016)
- Maybe Baby 2 (Bytte Bytte Barn), regia di Barbara Topsøe-Rothenborg (2023)

### Televisione
- Nynne - serie TV, (2006)
- Borgen - Il potere - serie TV, (2010-2013)
- Loro uccidono - serie TV, (2011)
- Rita - serie TV, (2012-2020)